# Хрватска уметност
Хрватска уметност је она уметност која се развија у Хрватској, Далмацији и Славонији и ту се подразумевају уметничка достигнућа која су постигли Хрвати на Балканском полуострву. Њена историја започиње досељавањем Словена, односно Хрвата на простор Балканског полуострва (7. век) које се тада налазило под политичким и културним утицајем позног Римског царства, односно Византије. Први споменици српске средњовековне културе су архитектонски споменици са почетка 9. века, из периода покрштавања Словена. Од тада, па до данас, хрватску уметност су обликовале политичка, економска и културна збивања која су захватала Европу и њену уметност, а у њој се могу приметити утицаји и источне и западне уметности.

## Историја
Историја Хрвата дели се на неколико периода од којих четири припадају прошлости:
- I.- од досељења до 1102. године од досељења када Хрвати са осталим Словенима долазе из старог словенског седишта између река Висле, Дњепра и планина Карпата и гранају се на три гране, Западне, Источне и Јужне. Почетком 6. века на историјску позорницу излазе Јужни Словени и образују касније трајна насеља.

Стара Хрватска држава је била на висини цивилизација онога времена и била је под утицајем у првом реду Италије. На челу хрватске државе је стајао у почетку кнез а касније (од 10. века) краљ. Далматинске вароши су имале аутономију и били су уметничка средишта и у њима су се развијале уметности по угледу на Италију и Византију.
- II. доба од 1102. до 1526. године. Које испуњава доба од четири века заједнице са Угарском и у коме су се измањале две династије Арпадовци (1102. – 1301) и Анжујци (1301. – 1395) а касније су владали краљеви из разних породица. Читаво то време је Хрватска била под краљевима који су били по титули краљеви Угарске, Хрватске и Далмације. Већ у 13. веку је читава Хрватска била феудализована.
- III. Доба 1526. – 1790. 1. јануара 1527. године је изабран „надвојвода аустријски и краљ чешки „ Фердинанд Хабзбурчки (1527. – 1564) за краља Хрватске. Бечки је двор организовао дуж турске границе Војну крајину. Ово доба је пуно крупних унутрашњих промена и развијали су се појмови Хрватске, Славоније и Далмације. Дубровник се својом територијом није сматрао Далмацијом већ независном републиком. Границе Краљевине Хрватске, Далмације и Славоније најуже су биле у 17. веку а од онда су се уз ратове са Турцима шириле.
- IV. Доба од 1790. – 1918. и даљиа новија раздобља.

Хрватска држава излази на европску позорницу у раном средњем веку, и након неколико векова самосталности, улази у персоналну унију с Мађарском, а обе државе током ратова с Турцима долазе под власт Хабсбурговаца, владара Аустрије, док је приморски дио под влашћу Венеције. У 19. веку и Приморје и Далмација долазе под власт Аустрије, а долази и до оживљавања хрватских тежњи за уједињењем земаља и самосталношћу. Аустроугарска распада се 1918. године, а Хрватска је укључена заједничку државу са Србијом, Црном Гором и Словенијом која се на крају звала Краљевина Југославија. Након покушаја успоставе самосталне државе под патронатом сила осовине у Другом светском рату, Хрватска постаје федерална јединица ("република") у новој Југославији. Почетком 90-их година 20. века Југославија се распада, а Хрватска постаје самостална и призната држава, с перспективом уласка у Европску унију.

## Карактеристике хрватске уметности
Уметност код Словена на Балкану почиње у правом смислу тек после покрштавања Словена у 9. веку и данас немамо потпуно јасну слику о најстаријим црквама на Приморију. Општа слика коју нам дају најстарије цркве у хрватском Примосију упућује углавном на Исток, већ по самим иманима светитеља чија имена цркве носе (Св. Стеван, Св. Сергије, Св. Софија, Св. Димитрије и др.). И сами споменици својом формом такође помињу на Исток Црква Св. Доната у Задру (9. век), црква Св. Тројице у Сплиту и првобитна црква Св. Трифуне у Котору (10. век) имају као резултат кружну основу, као и ротонда Христовог гроба у Јерусалиму, Катедрала у Сплиту и баптистериум у Задру имају полигоналне основе по примеру старих полигоналних цркава на тлу Мале Азије. Црква Св. Уршуле у Задру има чисту оријенталну форму као што ову форму показује и црква Св. Крста у Нину а несумњиво је и црква кнеза Трпимира основана око 9. века припадала је истоме кругу.
Западна сфера била је наклоњена више струјањима са запада и везује се за предроманику и романску, готску и за ренесансну и барокну уметност. Источни крајеви су више ослоњени на византијску уметност. Ове границе нису прецизно одређене и често су прелажене, на Дечанима се може видети утицај са запада који се овде запажа преко Дубровника а могу се утврдити и неки обрнути правци. Касније се заснивају наше школе и радове често изводе наши домаћи мајстори који одлазе и на запад те се одатле враћају а исто тако су присутни и страни мајстори који су радили на подручју Југославије (Микелоци на кули Минчети у Дубровнику или Јуриј Далматинац –видети Цвито Фисковића за ове податке).
Византијска уметност даје свој печат у Далмацији (Дубровник) и иконе из Византије када су куповане и поштоване су код нас и штоване као посебна светиња. У сликарству се јавља понеки византизам а постојале су и радионице које су радле на византијски начин("Пикторес Греци").
Старохрватска пластика није везана за етничку припадност и Словени су донели ову уметност резања у дрвету. Постојии тврђење да се уметност на тлу Југославије развијала као провинцијална уметност и да се јавља са извесним закашњењем у односу на остали свет. Но ова уметност није спутана званичним оквирима. Фолклорни елементи дају јој многе вредности. Дела су инспирисана зооморфним и геоморфним облицима. Романска уметност- пластика се издваја- Радованов портал има поетичну страну Христовог ређења. Рана Рашка држава није могла формирати стабилну политику и лукаво се приклања час истоку час западу.
Сликарство немамо сачувано изузев нешто мало у Двиграду и нешто у Црвеном отоку код Ровиња што сведочи да је постојао континуитет развоја између 6. и 12. века, али је то толико фрагмантално да се не можа створити слика што се заправо дешавало. Од 12. до 16. века пратимо развој сликарства које има средњовековни карактер, иако се овај касни датум супротставља официјелној категоризацији. У Дубровнику се може уочити стварање које се може назвати школом која његује ренесансни стил. Суседна Италија је имала велики утицај, утицај једног Ђота може се препознати у неким делима а и утицај Византије који струји и обухвата и Истру.

## Сликарство и вајарство
Сликари су се регрутовали најчешће из монашког сталежа и били су углавном анонимни. 1517. године помиње се сликар Николаус Рагисинус, као и сликар Станче из Дубровника. Имена вајара су сасвим непозната и знају се само имена из Далмације; Симеон Дубровчанин 11. – 12. век, Мајстор Бувина који је био и сликар спомиње се 1214. године, радио је портал катедрале у Сплиту, Мајстор Радован је завршио портал катедраје у Трогиру 1240. године где је на истој катедрали радио и вајар Мавро а Михајло Петровић је радио на цркви светог Влаха у Дубровнику итд.

## Архитектура
Уметничко грађевинарство се после пропасти римског царства развијало двојако и може се пратити даљи развитак традиција као и утицаји једне друге техничке вештине која се спаја у тз. романски стил све докле се није завела готика од стране Венеције почетком 15. века и овим се прекинуо даљи развој домаће уметности.
Зграде на којима се ови утицаји могу пратити су већином цркве, гробнице или и крстионице док је остало и нешто фрагменталне архитектурепрофаних грађевина у виду дворова и двораца.
Централне грађевине стоје више или мање под утицајем Равене као на пример црква Св. Доната у Задру. Аутохтона грађевинска уметност се заснива на техникама које датирају од најстаријих времена. За ову врету грађења није потребно имати некаква знања за чак ни алата а матаријал обичан и необрађен какав се налази у природи Веома рано су два основна типа правоугаони и округли почели преливати и спајати један са другим не само у основи већ и у свим својим облицима. Један од такових најстаријих типова је црквица Св. Никола на Брачу која има и једну малу куполу и овакви типови су се појављивали и у каснијим добима све до најновијег доба. Чести су примери тробродних базилика са куполом.